# Lý Bí (nhà Đường)
Lý Bí (tiếng Trung: 李泌; 722 – 1 tháng 4, 789), tự là Trường Nguyên (長源), tước phong Nghiệp huyện hầu (鄴縣侯), là quan viên dưới thời nhà Đường trong lịch sử Trung Quốc. Ông là người cố vấn tối cao của triều đình dưới 3 triều Hoàng đế nhà Đường là Túc Tông, Đại Tông và Đức Tông – nhưng không chịu ra làm quan trong nhiều năm, đến tận khi đã hơn 60 tuổi mới chính thức vào triều làm tể tướng cho Đường Đức Tông. Ông là một nhân vật gây rất nhiều tranh cãi trong giới sử gia, nhiều người coi ông là kẻ phù phiếm và lập dị, trong khi một số khác đánh giá rất cao tài năng của ông trong các chính sách đối ngoại và quân sự..

## Tuổi trẻ

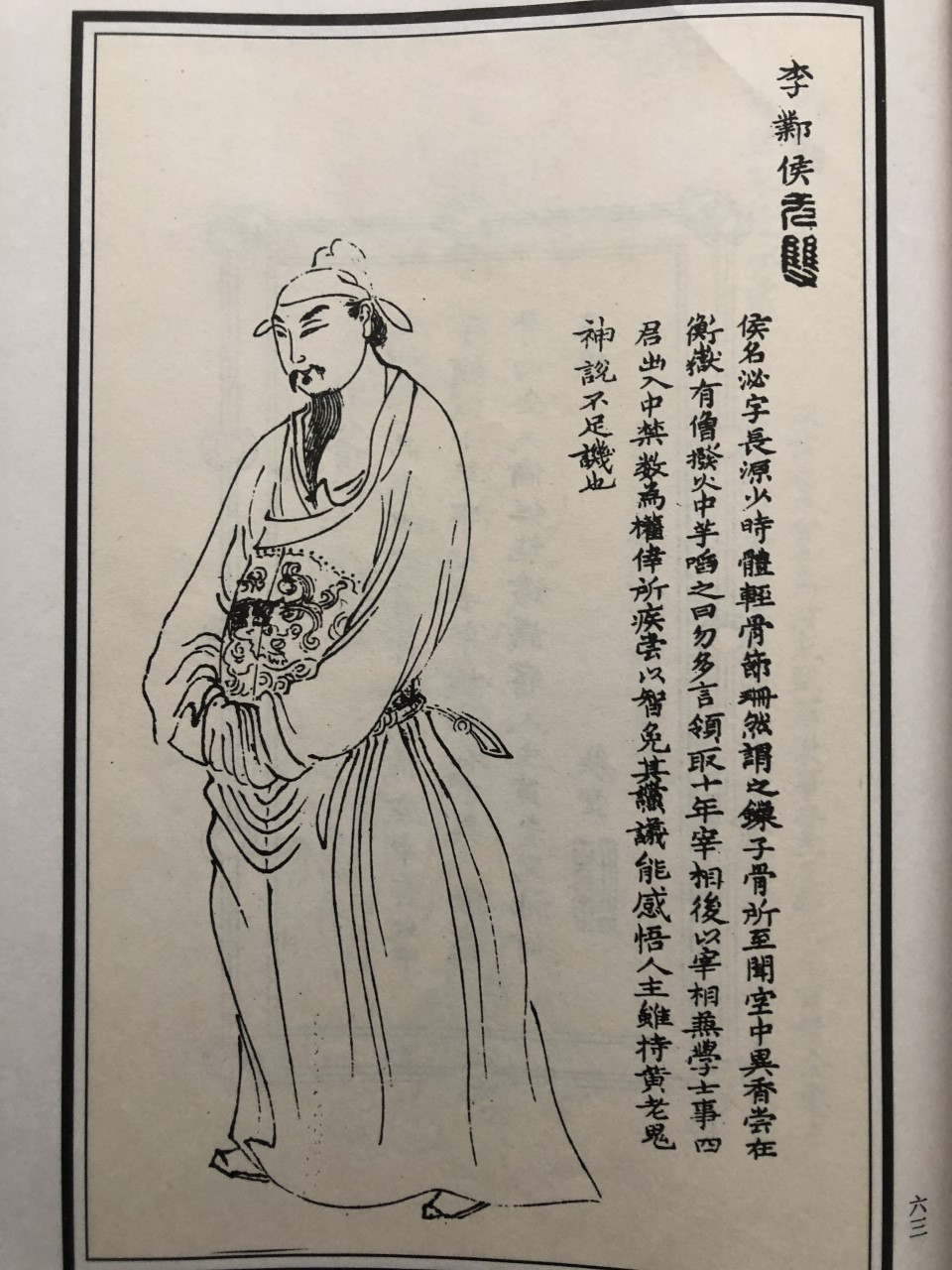
Lý Bí

Lý Bí chào đời năm 722, tức năm thứ 10 Khai Nguyên đời vua Đường Minh Hoàng. Gia đình ông cư ngụ tại kinh đô Trường An, song tổ tiên của ông xuất xứ từ bán đảo Liêu Đông. Thủy tổ Lý Đàm là tướng nước Tần thời Chiến Quốc (và sau đó là nhà Tần). Con của Lý Đàm là Lý Tề, sau làm Thừa tướng nước Triệu. Gia tộc họ Lý nhiều đời xuất sĩ làm quan trong các triều đại nhà Hán, nhà Tấn, Hậu Yên, Bắc Ngụy và Bắc Chu. Đến đời phụ thân của Lý Bí tên là Lý Thừa Hưu chỉ giữ chức quan ở huyện.
Sử sách ghi nhận rằng Lý Bí biết đọc, viết từ năm lên 6 và nhanh chóng nổi tiếng trên chốn quan trường bởi tính thông minh và khéo léo của mình trong các vấn đề bác học (bác thiệp kinh sử， tinh cứu dịch tượng, thiện chúc văn, vưu công ư thi, dĩ vương tá tự phụ). Vào một năm nọ, khi Đường Minh Hoàng ra chiếu kén chọn trên khắp cả nước những người thông thạo về Đạo Nho, đạo Lão và đạo Phật, các quan lại đều có thể tiến cử những người mà họ biết lên Hoàng đế. Có đứa bé mới lên 9 tên là Viên Thục (員俶), cháu nội của một học giả nổi tiếng Viên Bán Thiên (員半千), đồng thời là anh em con cô cậu với Lý Bí (mẹ của Viên Thục là chị của Lý Thừa Hưu), đã tự tiến cử mình với nhà vua. Khi nhà vua hỏi Viên Thục có còn biết ai khác cũng có biệt tài giống mình không, Viên Thục đã đề cử Lý Bí. Vì thế Minh Hoàng triệu Lý Bí vào cung diện thánh. Khi Lý Bí đến, nhà vua đang chơi cờ vây với quan đại thần là Yến quốc công Trương Thuyết, và Trương Thuyết đang tìm cách thử tài cậu bé Lý Bí, đã ra một vế đối, vịnh về việc đánh cờ, lấy 4 chữ đầu đề là "Phương", "Viên", "Động", "Tĩnh" và yêu cầu Lý Bí vịnh một bài thơ về chuyện đời để đối lại. Lý Bí sau đó đã hoàn thành xuất sắc thử thách này, khiến nhà vua và Trương Thuyết đều tỏ ra rất thích thú, và Trương Duyệt chúc mừng nhà vua đã tìm ra một đứa bé thần đồng. Nhà vua sau đó ban thưởng hậu hĩnh cho nhà họ Lý và căn dặn phải nuôi dưỡng cậu bé thật tốt.  Nhà vua cũng cho Lý Bí giao thiệp với Hoàng tử thứ 3 của mình, là Trung vương Lý Hanh.
Sau này Lý Bí được học rất nhiều các tác phẩm của giới Nho giáo cũng như môn lịch sử, nhưng ông đặc biệt có năng khiếu với kinh Dich. Ông cũng là một nhà thơ tài năng, và ấp ủ hi vọng được cống hiến cho hoàng gia và đất nước. Rất nhiều đại thần cao cấp như Trương Cửu Linh, Vi Hư Tâm, Trương Đình Khuê đều đánh giá cao cậu bé Lý Bí.  Đặc biệt là tể tướng Trương Cửu Linh đã coi Lý Bí như bạn bè bất chấp chênh lệch về tuổi tác, và còn thường mời Lý Bí đến nhà đàm đạo. Tuy nhiên Lý Bí không hào hứng mấy với những ganh đua trong chốn quan trường, và thế khi trưởng thành ông thường bỏ nhà đi ngao du đến các nơi như Tung Sơn, Hoa Sơn hay núi Tần Lĩnh, nói là tìm kiếm tiên nhân để học cái thuật trường sinh bất lão. Giữa niên hiệu Thiên Bảo đời Đường Minh Hoàng (742–756), Lý Bí đang ở Tung Sơn, đã gửi về triều bản một tấu chương về các vấn đề hiện tại của đất nước. Đường Minh Hoàng nhớ lại cậu bé mà ông từng gặp nhiều năm trước, và do đó đã triệu Lý Bí về Trường An đã giúp đỡ cho Lý Hanh, lúc này đã được phong làm Đông cung Thái tử.  Tuy nhiên, sau này Lý Bí viết những bài thơ châm biếm các gian thần trong triều bấy giờ là Dương Quốc Trung và An Lộc Sơn, nên bị bọn họ tìm cớ hãm hại. Dương Quốc Trung sau khi lên làm tể tướng đã biếm truất Lý Bí đến quận Kỳ Xuân .  Sau này triều đình có lệnh ân xá, Lý Bí mới trở về Trường An nhưng bị lột sạch quan chức và trở thành một ẩn sĩ, rồi dời đến sống ở Dĩnh Dương.

## Trongloạn An Sử
Năm 755, An Lộc Sơn tạo phản ở vùng Phạm Dương, và đến năm 756 thì tự xưng là Yến Đế, xua quân tấn công vào Trường An. Đường Minh Hoàng hoảng hốt dẫn theo Dương quý phi bỏ chạy vào đất Thục. Thái tử Lý Hanh quyết định đến đóng quân ở Linh Vũ, tập hợp lực lượng nhằm mưu việc khôi phục. Sau đó Lý Hanh lên ngôi thiên tử để thống nhất lòng quân, tức là Đường Túc Tông. Nhớ lại người bạn thuở trước, Túc Tông bèn triệu Lý Bí về giúp đỡ mình. Sử sách ghi nhận rằng vua tôi hay bàn việc quân đến thâu đêm suốt sáng, thậm chí khi mệt mỏi thì ngủ cùng một giường như thời Túc Tông còn ở tiềm để vậy. Túc Tông có ý mời Lý Bí giữ chức Trung thư lệnh (中書令) – đảm nhiệm Trung thư tỉnh (中書省) nắm quyền tể tướng – nhưng Lý Bí chối từ, bảo, "Thần chỉ hãnh diện vì được Bệ hạ coi như bằng hữu, cái đó đã chẳng cao hơn nhiều so với chức Tể tướng kia sao?"
Con trai thứ 3 của Túc Tông là Kiến Ninh vương Lý Đàm, có tài năng cầm quân, nhiều lần lập chiến công, Túc Tông có ý dùng làm Thiên hạ binh mã nguyên soái, chỉ huy tối cao các đạo quan trong nước. Lý Bí can rằng
Kiến Ninh vương thật có tài của Nguyên soái. Nhưng Quảng Bình vương (Lý Thục) là con cả, lỡ mai này Kiến Ninh vương công thành danh lớn, thì Quảng Bình vương thành ra là Ngô Thái Bá hay sao?
Túc Tông đáp rằng
Quảng Bình vương là con cả, mai sau kế thừa đại thống là lẽ đương nhiên, còn chức Nguyên soái giao cho ai cũng đâu có ảnh hưởng gì.
Lý Bí đáp
Quảng Bình vương tuy là con cả, nhưng còn chưa được chính vị. Nay loạn lạc thế này lòng người chỉ hướng về Nguyên soái. Nếu Kiến Ninh vương đại thắng nghịch tặc, giữ yên xã tắc mà bệ hạ lại không lập sao lòng người yên được. Nhớ xưa kia Thái Tông hoàng đế, rồi Thái Thượng hoàng cũng là phận con thứ mà được lên ngôi đấy thôi?
Túc Tông nghe theo, bèn dùng Quảng Bình vương Lý Thục làm Nguyên soái. Về phần Kiến Ninh vương khi biết chuyện này chẳng những không oán giận Lý Bí mà còn cảm ơn ông vì lời can đó đã giúp vương tránh khỏi thế khó xử. Lúc này, mỗi lần quân lính thấy Túc Tông và Lý Bí trước cửa quân, thì bảo nhau rằng
Người mặc áo vàng là đức Thánh thượng, còn người áo trắng lại là vị tiên nhân nào đây.
Túc Tông nghe thế có ý không vui, bảo với Lý Bí mặc áo màu tím cho giống quan viên triều đình, Lý Bí miễn cưỡng phải đồng ý. Sau đó, Túc Tông phong cho ông chức Thị mưu quân quốc để phụng sự cho Quảng Bình vương. Từ đó, ông cùng Lý Thục luân phiên túc trực tại sở chỉ huy quân đội, để luôn sẵn sàng điều động binh mã theo báo cáo của các tướng lĩnh; mỗi khi Lý Thục vào gặp Túc Tông thì Lý Bí ở trong quân, và ngựa lại. Túc Tông cũng giao các chìa khóa tẩm cung cho Lý Thục và Lý Bí để mỗi khi các tướng có tin báo khẩn cấp, cần thêm chờ quyết định của Hoàng đế, thì hai người có thể dễ dàng đến cung điện và tấu trình. Mùa thu năm 756, Túc Tông dời đến Bành Nguyên.
Cũng vào thời gian này, cả Lý Bí và Lý Đàm đều có hiềm khích với người thiếp yêu của Túc Tông là Thục phi họ Trương. Bởi vì Túc Tông có ý phong Thục phi lên làm hậu, nhưng Lý Bí can rằng nhà vua không nên làm vậy nếu chưa được sự đồng ý của Thái Thượng hoàng (tức Đường Minh Hoàng, vẫn còn sống và đang trú ở Thành Đô).  Rồi sau đó nữa, Thượng hoàng từ Thành Đô gửi cho Trương thục phi 7 miếng trang sức để làm quà, thì Lý Bí nói rằng trong thời điểm khó khăn này, những món quý giá ấy tốt hơn là ban thưởng cho tướng sĩ để khích lệ họ. Túc Tông nghe theo - và Lý Đàm cũng rất tán dương hành động này, khiến Trương phi tức giận và muốn trả thù hai người. Đến mùa đông năm 756, tể tướng Phùng Quản đem quân tái chiếm Trường An thất bại, khiến quân sĩ tử thương rất nhiều, Túc Tông có ý trừng phạt nặng, nhưng sau nghe Lý Bí khuyên ngăn nên thôi.
Trong lúc này, Lý Bí đệ trình lên Túc Tông kế hoạch tiêu diệt quân Yến như sau:
- Cử hai đại tướng Lý Quang Bật và Quách Tử Nghi đến Hà Bắc kìm chân các tướng Yến là Sử Tư Minh, Trương Trung Chí khiến hạ không thể đem quân nam hạ hợp quân với An Lộc Sơn đượch.
- Đại quân của Túc Tông khoan vội tấn công Trường An mà hãy án quân gần đó, để thu hút sự chú ý của các tướng Yến là An Thủ Trung và Điền Can Nhân, khiến họ không rảnh tay để đi thôn tính các châu quận phía đông.
- Mặc khác hai cánh quân Lý, Quách sẽ thường đột kích quấy nhiễu khiến quân Yến phải di chuyển liên tục và hao tổn tinh thần.
- Đến mùa xuân năm 757, Lý Đàm sẽ cùng Lý Quang Bật tấn công sào huyệt Phạm Dương rồi thừa thắng tiêu diệt hết quân An tại Lạc Dương.

Vua Túc Tông rất hài lòng với kế hoạch này. Nhưng trong lúc này, Trương thục phi đang liên minh với hoạn quân thân tín của Túc Tông là Lý Phụ Quốc, tạo thành thế lực lớn trong cung, có mưu đồ làm những việc sai trái. Kiến Ninh vương có ý muốn giết hai người này dù cho Lý Bí đã hết lời khuyên ngăn. Năm 757, Trương thị là Lý Phụ Quốc ra đòn phủ đầu trước, vu cáo Kiến Ninh vương có ý giết trưởng huynh Quảng Bình vương để chiếm ngôi Thái tử, Túc Tông tin lời và buộc Kiến Ninh vương phải tự sát. Điều này khiến cả Quảng Bình vương và Lý Bí đều lo sợ sẽ trở thành mục tiêu tiếp theo cả hai người, và Lý Thục đã tính tới việc mướn sát thủ giết Trương thục phi, nhưng Lý Bí ngăn cản lại nên mới không có việc khinh sợ xảy ra. Đường Túc Tông có ý hỏi Lý Bí nên ban thưởng cho các tướng sĩ lập công phá Yến như thế nào, Lý Bí cho rằng sau khi khôi phục đất nước rồi, có thể cắt đất phong vương cho họ đời đời con cháu nối nhau, nhưng dường như Túc Tông và các vị hoàng đế sau này không đồng ý với cách làm như vậy.
Cuối mùa xuân năm 757, quân Đường tấn công Phượng Tường .  Viện quân từ hai xứ An Tây , và các nước Tây Vực đều hội quân ở Phường Tường. Lúc này Lý Bí bàn nên theo kế hoạch khi trước, chiếm Phạm Dương để cắt đường về của quân Yến trước, thu phục lưỡng kinh sau. Tuy nhiên Túc Tông không đồng ý, vì ông muốn nhanh chóng chiếm lại Trường An càng sớm càng tốt để còn rước Thái Thượng hoàng về kinh. Lý Bí chỉ ra rằng nếu làm như vậy không tận diệt được gốc rễ phản quân, mà quân hai xứ An Tây, Tây Vực chiếm hai kinh rồi sẽ mệt mỏi, không còn muốn chiến đấu nữa, là cơ hội để quân Yến khôi phục lực lượng gây mầm họa sau này. Tuy nhiên Túc Tông không đổi ý và hậu quả là Loạn An Sử còn kéo dài dai dẳng đến tận năm 763 mới chấm dứt.)
Mùa hạ năm 757, với sự trợ giúp của Hồi Hột, quân Đường dưới quyền của Lý Thục thu hồi Tây Kinh Trường An. Túc Tông gửi thư cho Lý Bí mời ông vào kinh. Khi Lý Bí đến nơi, Túc Tông bàn rằng ông có ý muốn mời Thượng hoàng trở lại ngôi vua, còn bản thân về Đông cung cho trọn đạo thần tử. Lý Bí chỉ ra rằng
Thượng hoàng không chịu về đâu. Bởi vì Bệ hạ nối ngôi 2 năm nay đã đổi niên hiệu rồi, mà Thượng hoàng tuổi cao mệt mỏi, nay dâng tấu như vậy Ngài sẽ có ý nghi ngờ, thì sao mà chịu về nữa.
Quả nhiên Thượng hoàng phúc đáp rằng muốn ở lại Kiếm Nam, không có ý về đông nữa. Chỉ khi Túc Tông theo lời Lý Bí, làm một tờ biểu khác, không nhắc gì tới việc trả ngôi, Thượng hoàng mới đồng ý về Trường An.

## Ẩn cử Hành Sơn
Sau khi nhà Đường khôi phục hai kinh rồi, Lý Bí lại xin từ chức trở về núi tu hành. Vua Túc Tông ngạc nhiên hỏi tại sao. Lý Bí cho rằng nếu ở lại thì sẽ phải bị tiểu nhân hãm hại đến chết (trong lời nói của ông ám chỉ đến Trương thục phi, lúc này đã là Hoàng hậu, và Lý Phụ Quốc, hoặc tể tướng Thôi Viên)). Ông cho rằng kẻ gian sẽ ghét mình vì năm việc: Gặp nhà vua quá sớm, Nhà vua rất tin tưởng mình, Nhà vua đối xử mình quá tốt, Bản thân có nhiều công lao, và tính tình lập dị của bản thân. Ban đầu Túc Tông cho rằng sở dĩ Lý Bí rời đi chẳng qua vì vua không chịu nghe lời đánh Phạm Dương trứoc, nhưng sau này Lý Bí đã cải chính rằng nguyên do đằng sau là bởi cái chết của Kiến Ninh vương Lý Đàm. Nhà vua cho rằng vì Lý Đàm muốn giết anh nên không thể không bị trừng trị. Lý Bí đáp rằng
Kiến Ninh vương nếu có lòng như thế, thì Quảng Bình vương đã vô cùng căm giận rồi. Nay mỗi lần nói chuyện với thần, Quảng Bình vương đều nhận là oan uổng, thường sa nước mắt. Huống chi bệ hạ lúc ấy còn muốn dùng Kiến Ninh vương làm nguyên soái, thần xin dùng Quảng Bình vương. Nếu như Kiến Ninh vương có ý giết anh, thì phải rất ghét thần mới đúng, nhưng ngay hôm đó, lại khen thần tận trung, ngày càng thân thiết. Cứ như thế cũng đủ thấy tấm lòng Kiến Ninh vương ra sao.
Lại kể cho nhà vua một câu chuyện khác rằng
Bệ hạ có nghe Hoàng đài qua chưa? Cao Tông Thiên Hoàng bệ hạ có tám người con trai, Thiên Hậu sinh được bốn vị, Duệ Tông tổ phụ bệ hạ là nhỏ tuổi nhất. Con trưởng là Hoằng được phong Thái tử, là người anh minh nhân hiếu. Thiên Hậu có ý lâm triều xưng Chế, giết Hoằng đi, lập con thứ là Hiền. Hiền do việc đó mà ưu sầu, mỗi lần lên triều không dám nói gì, sau đó thì sáng tác nhạc chương mong cảm ngộ Thượng và Hậu. Lời nhạc có hai câu là: Lần đầu hái một quả dưa/Lần sau quả nữa, dễ chưa vừa lòng? Nhưng về sau Hiền cũng bị Hậu bài xích rồi chết ở Kiềm Trung. Nay Bệ hạ đã hái một quả rồi, xin đừng hái thêm nữa
Đó là bởi vì khi đó Trương hoàng hậu luôn coi Lý Thục là cái gai trong mắt, hai bên không ngừng minh tranh ám đấu. Lý Bí cố tình nói như vậy để nhắc nhở Túc Tông không phạm thêm sai lầm nữa. Sau này do Lý Bí cương quyết muốn từ chức, Túc Tông bất đắc dĩ phải chịu trả quần áo người tu hành, cho ông về ẩn cư ở Hành Sơn, hưởng quy chế bổng lộc như quan tam phẩm.  Trong thời gian này, ông có thói quen ngồi sau cây tùng để tỏ vẻ là người tu hành, và trong một lần, khi nhìn thấy một cây có hình dạng giống một con rồng, ông đã gửi nó cho làm quà dâng lên vua Túc Tông.

## Trở về triều đình
Năm 762, cả Thượng hoàng và vua Túc Tông đều băng hà. Thái tử Lý Thục tiêu diệt được Trương hoàng hậu và Lý Phụ Quốc, lên ngôi Hoàng đế, tức là Đường Đại Tông. Lý Bí khi đó vẫn ở Hành Sơn, nhưng sau này Đại Tông sai hoạn quan đến mời ông về Trường An. Khi Lý Bí đến, vua Đại Tông xây cho ông một tu quán ở kế bên hoàng cung, và lệnh ông lại phải bận đồ màu tím nữa. Nhà vua hay đén chỗ Lý Bí với trang phục thường dân, để tìm lời khuyên về những vấn đề quan trọng của đất nước. Vua còn sai hoạn quan Ngư Triều Ân xây cho ông một ngôi nhà nghỉ dưỡng, rồi định cho ông làm Tể tướng, nhưng ông từ chối. Trong dịp lễ Đoan Ngọ, khi các đại thần đều dâng quà lên vua Đại Tông, thì nhà vua phát biểu rằng người mà ông muốn được nhận quà nhất là Lý Bí. Lúc này Lý Bí theo chế độ của người tu hành, không ăn thịt uống rượu, và sống độc thân. Nhà vua muốn ông ăn uống như người bình thường, và cưới vợ, rồi vào triều làm quan. Dưới sự thuyết phục của nhà vua, Lý Bí đã cưới một phu nhân là cháu của cố lưu hậu Sóc Phương Lý Vĩ (李暐).  Vua Đại Tông còn trao tặng cho ông một dinh thự và cho ông có thể vào ở trong cung nếu muốn.
Năm 769, Lý Bí xin gia tặng danh hiệu cho Lý Đàm. Đại Tông hỏi
Đàm vốn trung hiếu nhưng lại chết bởi lời gièm. Nay muốn truy là Hoàng đế thì thế nào?
Lý Bí nói
Những năm Khai Nguyên, các con Duệ Tông đều được truy tặng Thái tử.
Bèn có chiếu nói Lý Đàm trong lúc gian nan thủ định đại mưu, có công trung hưng, truy phong Thừa Thiên hoàng đế (承天皇帝), đem bài vị thờ chung với Phụng Thiên hoàng đế Lý Tông - con trưởng của Đường Huyền Tông, nghênh quan tài từ Bành Nguyên về triều.
Năm 770, Đường Đại Tông về tể tướng Nguyên Tái giết chết Ngư Triều Ân. Kể từ đó Nguyên Tái trở nên chuyên quyền. Do căm ghét Lý Bí được vua trọng dụng, Nguyên Tái gièm pha rằng Lý Bí là đồng đảng của Triều Ân. Đại Tông lúc đó e ngại thế lực của họ Nguyên, đành phải dời Lý Bí đến trấn Giang Tây  phục vụ dưới trước Tiết độ sứ Ngụy Thiếu Du (魏少遊). Đến năm 777, Đại Tông giết Nguyên Tái, và triệu Lý Bí về trào. Tuy nhiên, tể tướng mới là Thường Cổn cũng không ưa gì Lý Bí, nên tìm cách nói với Đại Tông rằng nếu có ý trọng dụng Lý Bí làm tể tướng trong tương lai, thì nên cho ông ta ra ngoài địa phương để học hỏi. Vì thế năm 779, Đại Tông cử ông đến làm Thứ sử Sở châu , đồng thời giữ chức Đoàn luyện sứ hai châu lân cận Lãng, Hạp.. Sau dời làm Thứ sử Hàng châu, trong thời gian ở địa phương có nhiều thành tích.
Cũng năm 779, Đại Tông băng hà. Thái tử Thích lên nối ngôi là vua Đường Đức Tông. Khi trước Đức Tông còn là Quận vương từng theo học với Lý Bí, tuy nhiên trong những năm đầu trị vì ông không được nhà vua trọng dụng. Mãi đến năm 784, phản quân Kinh Nguyên làm loạn, Đức Tông phải bỏ chạy đến Lương châu, rồi vua triệu Lý Bí cùng Thứ sử Mục châu , đến cứu viện cho triều đình.  Cuối năm này phản quân bị dẹp yên, Đức Tông trở về Trường An, phong Lý Bí làm Tả Tán kị thường thị (左散騎常侍), chức quan đứng đầu Môn hạ tỉnh. Từ thời điểm này các đại thần và người dân đều rất phấn khích chờ xem Lý Bí sẽ dâng lên nhà vua những mưu sách gì. Đương thời Lý Hoài Quang làm phản ở Hà Trung , và Đức Tông lo sợ biến loạn sẽ còn kéo dài, nhưng Lý Bí an ủi nhà vua rằng Lý Hoài Quang không đủ uy quyền để khiến các tướng sĩ dưới trướng phục tùng, khiến Đức Tông được yên tâm phần nào. Trước đây Hà Bắc tứ trấn (Điền Duyệt, Vương Vũ Tuấn, Chu Thao, Lý Nạp) liên minh chống Đường, Đức Tông đã xá tội cho họ để tập trung lực lượng đánh Chu Thử. Về phần Lý Hoài Quang nguyên là tướng triều đình trở cờ làm phản, Đức Tông cũng có ý xá tội luôn, nhưng Lý Bí ngăn cản đi. Ngược lại thì ông nói giúp cho Hàn Hoành, Tiết độ sứ Trấn Hải , người đang bị Đức Tông nghi ngờ có mưu đồ chống đối. Nghe lời lời khuyên của Lý Bí, Đức Tông gửi một đoàn sứ giả, bao gồm con trai của Hàn Hoành là Hàn Cao (đang làm con tin ở Trường An) đến Trấn Hải để thể hiện sự tin tưởng của nhà vua với Hàn Hoành. Đáp lại, Hàn Hoàn đã gửi về Trường An số lượng lương thực giúp Quan Trung được phục hồi sau nạn đói.
Năm 785 (張勸), Trương Khuyển, Tiết độ sứ Thiểm Quắc, bị thuộc tướng là Đạt Hề Bão Bão ám sát để đoạt chức. Đức Tông lo ngại Bão Bão sẽ liên kết với Lý Hoài Quang, vì thế gửi Lý Bí đến Thiểm Quắc để ổn định tình hình. Ban đầu ông tuyên bố rằng chỉ đến đây để đảm bảo rằng nguồn cung cấp lương thực sẽ tiếp tục được chuyển tới Trường An, hứa với Bão Bão rằng ông sẽ tiến cử ông ta lên làm Tiết độ sứ. Tuy nhiên, sau khi giải quyết ổn Phòng ngự sứ để trông coi công việc ở trấn (thay vì Tiết độ sứ).  Năm 786, Lý Bí cho xây dựng một con đường vận tải đường bộ, để tránh những thác ghềnh mà tàu thuyền có thể gặp phải khi đi từ sông Vị đến Hoàng Hà. Năm 787 khi binh sĩ ở Hoài Tây được gửi đến phía tây tham gia chống quân Thổ Phiên xâm lấn, nhưng họ lại đào ngũ giữa đường và quay ra cướp bóc dân chúng trong vùng kiểm soát của Lý Bí, và ông đã cho quân đàn áp chúng.

## Tể tướng nhà Đường
Cuối năm 787, vua Đức Tông triệu hồi Lý Bí về Trường An và phong làm Trung thư thị lang (中書侍郎), tương đương với Phó Thủ tướng, gia thêm Đồng trung thư môn hạ bình chương sự (同中書門下平章事). Do chức Trung thư lệnh bỏ trống nên Lý Bí chính là thủ tướng trên thực tế của nhà Đường khi đó. Ngoài ra ông được được giữ chức học sĩ viện Tập hiền để lo việc quốc sử, ban thêm tước Nghiệp huyện hầu. Ngay sau khi bổ nhiệm Lý Bí làm tể tướng (cùng với Lý Thịnh, Mã Toại và Lưu Hồn) vua Đức Tông yêu cầu Lý Bí tuyên thệ là sẽ không ghi hận hay trả thù những người từng làm hại ông trong quá khứ, và Lý Bí nhấn mạnh rằng ông không coi ai là kẻ thù cả; còn những đứa ghen ghét với ông là Lý Phụ Quốc và Nguyên Tái thì đã chết hết rồi. Đồng thời ông cũng yêu cầu nhà vua ghi nhớ công lao của Lý Thịnh, Mã Toại trong việc phục hưng nhà Đường, và không tin theo những lời gièm pha hãm hại bọn họ. Nhà vua đồng ý
Lý Bí ngay lập tức trình bày với Đức Tông về việc cắt giảm số quan viên mà tể tướng trước đó là Trương Diên Thưởng thực hiện, chỉ ra rằng những cấp bậc bị tinh giảm khiến nhà nước không còn đủ người đảm nhiệm hết mọi vấn đề. Ông cũng từ chối nỗ lực của nhà vua trong việc phân chia công việc giữa các tể tướng, vì ông cho rằng các tể tướng đều phải giám sát hết mọi vấn đề. Vua Đức Tông đồng ý với tất cả đề xuất của ông.
Trong khi đó, Trương Diên Thưởng, người có hiềm khích với Lý Thúc Minh (李叔明), Tiết độ xứ Đông Xuyên, phát hiện ra rằng con trai của Thúc Minh là Lý Thăng, đang là một viên quan trẻ cấp thấp, có qua lại với dì của Đức Tông - đồng thời là mẹ đẻ của Thái tử phi Tiêu thị - là Công chúa Cáo quốc. Ông ta tấu việc lên Đức Tông, ám chỉ rằng Lý Thăng có quan hệ mờ ám với Công chúa Cáo quốc. Khi nhà vua đem việc này hỏi Lý Bí, thì ông đã sớm đoán biết rằng chính họ Trương là người cáo mật, và đề nghị không điều tra, vì những chuyện thế này sẽ làm tổn hại đến danh dự của Thái tử Lý Tụng. Đổi lại, Đức Tông dời Lý Thăng đến làm việc ở Đông cung để không còn qua lại với công chúa nữa.
Trong tình hình người dân nghèo còn trốn tiền thuế của triều đình, Lý Bí đề nghị ban hành một lệnh xá thuế chung nếu người dân chấp nhận những gì họ nợ và trả một phần nhỏ số tiền đó. Nhà vua đồng ý, và người ta nói rằng lệnh ân xá đã giúp thu hồi phần lớn tiêu hao trong quốc khố. Ông cũng yêu cầu các sứ giả từ các nước ngoài đã ở lại Trường An kể từ sau cuộc nổi loạn của An Lộc Sơn vẫn tiếp tục nhận được tiền trợ cấp từ triều đình - và rằng họ nên quyết định nên trở về nước hay ở lại làm quan cho nhà Đường. Tất cả các sứ giả quyết định ở lại; phần lớn họ trở thành sĩ quan và binh lính quân đội, củng cố quân đoàn bảo vệ triều đình mà tiền trả lương lại tiết kiệm hơn lúc trước.
Đầu thời nhà Đường từng thực hiện chế độ phủ binh, tức là tuyển mộ binh lính đến vùng biên cương, cung cấp đất đai và lương thực cho họ, vào thời chiến thì họ ra trận, thời bình thì tự cày cấy ở chính vùng đất ấy. Đời Đường Minh Hoàng do quốc lực dồi dào, tứ phương vô sự nên chế độ này bị bãi bỏ. Đến đây vì tình hình chiến tranh với Thổ Phiên diễn ra hằng năm khiến triều đình không đủ tiền trả lương cho quân sĩ, nên Lý Bí lại đề xuất áp dụng trở lại. Sau sắc lệnh này, có đến khoảng 50 - 60% binh lính ở chiến trường phía tây đã quyết định ở lại đây định cư.  Cuối năm 787, Lưu Tư bị bãi chức, và Lý Bí trở thành tể tướng duy nhất (vì chức danh của Mã Toại và Lý Thịnh chỉ là vinh hàm, bọn họ đều là quan võ.)
Trong lúc này, một rắc rối trong triều đình xảy ra từ vị trí của công chúa Cáo quốc. Bà ta vẫn tiếp tục quan hệ tình cảm với Lý Thăng và các quan viên trẻ khác, cuối cùng bị giới quý tộc cùng nhau tố cáo. Trong cơn giận dữ, Đường Đức Tông cho giam cầm công chúa, và nghi ngờ Thái tử Lý Tụng có đồng lõa trong vụ này. Thái tử bị buộc phải li dị với Thái tử phi, song ông không đồng ý, khiến Đức Tông càng giận dữ hơn và tính tới chuyện phế Thái tử để đưa người con nuôi là Thư vương Lý Nghị (李誼) lên thay. Lý Bí ra sức cầu xin cho Thái tử, đến nỗi suýt nữa là bị vạ lây. Cuối cùng Đức Tông nhớ tới chuyện của Lý Đàm trước kia mới tha tội cho Thái tử. Về sau Cáo quốc qua đời, Đức Tông nhân khi Lý Tụng bị bệnh mà bỏ độc giết chết Tiêu phi.
Trong khi đó, nhà vua cảm thấy phiền lòng vì không có đủ tiền để phục vụ cho những trò tiêu khiển cá nhân. Lý Bí đã thiết lập một hệ thống mới trong đó một phần thu nhập của quốc khố sẽ được dùng cho mục đích cá nhân của hoàng đế, trong một nỗi lực nhằm  ngăn chặn nhà vua ăn chặn đồ cống phẩm của các địa phương - điều dễ dẫn tới chuyện các quan chức tăng cường bóc lột người dân để hiếu kính với Hoàng đế. Ngay cả khi Lý Bí đã làm như vậy, Đức Tông vẫn tiếp tục hạ lệnh các quan viên địa phương dâng đồ cống nộp, và còn nhấn mạnh đừng để Lý Bí biết chuyện này. Lý Bí rất buồn, nhưng ông quyết định không căn ngăn nhà vua nữa.
Lúc này Lý Bí đưa đề xuất liên minh với Hồi Hột, Nam Chiếu và Đại Thực để cùng chống Thổ Phiên. Bản thân Đường Đức Tông thời còn là Thái tử (năm 762) bị người Hồi Hột làm nhục, nên không muốn liên minh với họ. Lý Bí lập luận rằng chuyện đó xảy ra dưới thời Tiên hãn của Hồi Hột là  Đăng Lý, không liên quan gì tới Đốn Mạc hạ Khả hãn hiện tại, và những lợi ích có thể có khi liên minh với người Hồi, và nhất là bức thư xưng thần của Khả hãn với thiên tử nhà Đường. Đức Tông vui mừng, bèn đem con gái là công chúa Hàm An gả cho Khả hãn Hồi Hột. Trong khi đó, Lý Bí xin tìm người cùng mình đảm nhiệm tướng vị, song Đức Tông từ chối với lý do không tìm ra được ai tài năng như ông cả.
Năm 789, Lý Bí bệnh nguy, và khi đó Đức Tông mới bổ nhiệm thêm các tể tướng là Đâu Tham và Đổng Tấn. Không lâu sau Lý Bí qua đời, hưởng thọ 68 tuổi, truy tặng là Thái tử Thái phó. Lưu bút để lại có 20 quyển văn tập. Có 5 người con trai.

## Đánh giá
Các sử gia nhìn nhận về Lý Bí theo nhiều hướng khác nhau. Các nhà biên soạn Cựu Đường thư không đánh giá cao lắm về ông, cho rằng ông không có nhiều đóng góp trong thời gian làm tể tướng, và việc ông quá sùng bái Đạo giáo, dù họ cũng nhận định ông là người thông minh, có nhiều mưu kế hay. Chủ biên Đường thư, sử gia thời Hậu Tấn Lưu Hú nhận xét rằng:
Lý Bí hiểu biết sâu rộng và có trí thông minh, biết cách tiến lui trong chốn quan trường. Tuy nhiên khi nhận tướng vị, thường dành thời gian nói về quỷ thần hơn là quốc gia đại sự. Thế mới biết ông ta phù phiếm và vô tri như thế nào. Kinh Lễ chép rằng: "Kẻ làm nhiễu loạn chốn triều đình bằng những thuật ma quỷ thì đáng  phải chịu búa rìu." Ông ta không sợ điều này hay sao?

Chủ biên Tân Đường thư, sử gia thời Bắc Tống Âu Dương Tu, dành nhiều lời khen hơn cho Lý Bí, nhưng vẫn chỉ trích ông, và cho rằng sở dĩ ông được làm tể tướng vì vua Đức Tông những năm về sau trở nên mê tín mà thôi:
Hành vi của Lý Bí là rất thất thường. Ông ta cho những lời khuyên đúng đắn và trung thành, nhưng hành tung của ông ta là phù phiếm; ông ta đủ thông minh để tự bảo vệ mình; và những đóng góp của ông ta dưới nhiệm kỳ tể tướng cũng rất là đáng kể. Tôi cho rằng lúc Túc Tông dựng lại triều đình ở vùng rừng núi, thì ngay cả những người chỉ đưa ra lời khuyên đúng đắn là sẽ được giao phó quyền lực ngay. Vào thời điểm đó, Lý Bí đưa ra nhiều đề nghị và đã được chấp nhận, đồng thời ông cũng phò tá Đại Tông thu hồi lưỡng kinh. Tuy nhiên ông ta lại từ chối làm quan trong lúc đó. Có lẽ sự thật là hai vua cũng không muốn cho ông ta làm thừa tướng đâu. Mà những năm cuối triều Đức Tông, vì nhà vua trở nên tin vào việc ma quỷ nên Lý Bí có cơ hội nắm quyền chăng.

Sử gia Tư Mã Quang cũng thuộc thời nhà Tống, viết trong Tư trị thông giám:
Lý Bí có nhiều mưu lược, nhưng ông thích nói về chuyện thần tiên ma quỷ, và những điều đó nghe có vẻ nực cười. Vì vậy, ông ta bị người khác khinh rẻ.

Người chú thích cho Thông giám, Hồ Tam Tỉnh học giả thời Nam Tống, lại rất khen ngợi Lý Bí, tin rằng việc ông giả bộ lên núi tu tiên chỉ là một cách để tránh gặp nguy hiểm, đồng thời ông đã có những đóng góp to lớn trong suốt 3 triều vua nhà Đường. Quan điểm này được đồng thuận bởi sử gia hiện đại Bá Dương - người thậm chí đã xếp Lý Bí là tể tướng tài năng nhất của Trung Quốc kể từ thời Vương Mãnh của Tiền Tần. Bá Dương đặc biệt khen ngợi những đề xuất của Lý Bí đã dẫn đến việc đẩy lùi các cuộc tấn công của Thổ Phồn vào biên giới Trung Quốc.

## Trong văn hóa đại chúng
Lý Bí là một trong những nhân vật chính trong drama năm 2019 của điện ảnh Trung Quốc Trường An 12 canh giờ. Trong series này, ông được mô tả là thủ lĩnh của đội quân giữ gìn trật tự và khoác trên người bộ y phục đạo sĩ. Ông còn là thân tín của Thái tử và có quan hệ thân thiết với nhiều thành viên trong hoàng thất Lý Đường.